# Max Grasmann (Wirtschaftswissenschaftler)
Max Günther Grasmann (auch Max Günter Grasmann; * 20. Juni 1889 in Tokio; † 9. März 1977 in München) war ein deutscher Jurist, Wirtschaftswissenschaftler, Verbandsfunktionär, Bankier und Politiker (CSU).

## Leben

### Familie und Ausbildung
Der in Tokio zur Welt gekommene Max Grasmann, Sohn des Forstwissenschaftlers Eustachius Grasmann (1856–1935) und der Anna Grasmann,  geborene Henle (1867–1948), absolvierte nach dem Abitur in den Jahren 1909 bis 1913 die Kriegs und Artillerie-Ingenieurschule. Von 1919 bis 1921 widmete er sich dem Jura- und Volkswirtschaftsstudium an der Julius-Maximilians-Universität Würzburg und der Ludwig-Maximilians-Universität München, 1921 wurde er zum Dr. jur. et rer. pol. promoviert.
Der katholisch getaufte Max Grasmann heiratete im Jahre 1930 Elisabeth, geborene Monheim (1894–1990). Aus der Ehe gingen zwei Söhne hervor. Grasmann verstarb im März 1977 im Alter von 87 Jahren in München. Seine letzte Ruhestätte fand er auf dem Bogenhausener Friedhof.

### Beruflicher Werdegang
Grasmann versah von 1908 bis 1920 Militärdienst als Artillerie-Offizier, zuletzt im Range eines Hauptmanns. 1921 war er als wissenschaftlicher Hilfsarbeiter beim Bayerischen Industriellen-Verband tätig. Nach einer darauffolgenden Anstellung bei den Siemens-Schuckertwerken fungierte er von 1923 bis 1936 als Geschäftsführer bzw. Hauptgeschäftsführer des Bayerischen Industriellen-Verbands. Seit 1937 wirkte er als Direktor der Industrieabteilung der Bayerischen Versicherungsbank/Allianz Versicherungs AG. 1947 wechselte Grasmann in der Präsidentenfunktion zur Bayerischen Landeszentralbank, zeitgleich wurde er zum Mitglied des Zentralbeirats der Bank deutscher Länder bestellt, 1955 trat er zurück. Zuletzt wirkte er von 1956 bis 1959 als Teilhaber des Bankhauses H. Aufhäuser in München. 
Max Grasmann fungierte darüber hinaus von 1962 bis 1963 als Präsident des Goethe-Instituts, als Aufsichtsratsvorsitzender der Leonard Monheim GmbH und der Ulmer Brauerei-Gesellschaft sowie als Japanischer Generalkonsul in München.  
Der politisch engagierte Grasmann trat der CSU bei. Er amtierte von 1945 bis 1948 als Stadtrat in München, 1946 als 1. Beisitzer des Finanzausschusses der CSU, als Schatzmeister des CSU-Bezirksverbands München und  als Mitglied des Bezirksvorstands und von 1946 bis 1948 als Landesschatzmeister der CSU sowie als Mitglied des Landesvorstands und des geschäftsführenden Landesvorstands der CSU.
In Anerkennung seiner vielfältigen Verdienste wurde Max Grasmann 1956 mit dem Bayerischen Verdienstorden, 1961 mit dem Großen Bundesverdienstkreuz mit Stern, 1964 mit der Goethe-Medaille in Gold sowie mit den Ehrensenatorschaften der Technischen Hochschule München und der Ludwig-Maximilians-Universität München ausgezeichnet.

## Schriften
- China als Rechts- und Wirtschaftsboden für Deutsche vor und nach dem Weltkrieg. Dissertation, Universität Würzburg, Universität Würzburg, Würzburg 1921.
- Eindrücke von der Studienreise bayerischer Industrieller nach den United States of America. Bayerische Dr. u. Verl.-Anst., München 1928.